# Dorothea Brande
Dorothea Brande (Chicago, 12 de enero de 1893 – New Hampshire, 17 de diciembre de 1948) nombre de nacimiento Alice Dorothea Alden Thompson, fue una reconocida escritora y editora estadounidense.  
Nació en Chicago y cursó estudios en la Universidad de Chicago, en el Instituto Lewis, en el Instituto Tecnológico de Illinois  y en la Universidad de Míchigan. Su libro Convirtiéndose en un escritor (Becoming a Writer), publicado en 1934, todavía se imprime y contiene las claves para cualquier escritor que empiece con su carrera. También escribió Despierta y vive (Wake Up and Live ), publicado en 1936, el cual vendió alrededor de dos millones de copias. La historia fue convertida en musical por Twentieth Century Fox en 1937.
Mientras servía como editora asociada en la revista literaria The American Review (Reseña americana) en 1936, se casó con el editor Seward Collins. Collins era una figura literaria prominente en la ciudad de Nueva York y proponente de una versión estadounidense del fascismo, el cual explora en la revista The American Review.
Dorothea Collins falleció el 17 de diciembre de 1948 a los 55 años, en New Hampshire.

## Libros
- 1934, Convirtiéndose en un escritor.
- 1936, Despierta y vive
- 1937, Cartas a Philippa
- 1938, Mi tía Invincible